# Joseph Kohnen
Joseph Kohnen (ur. 5 października 1940 w Luksemburgu, zm. 2 marca 2015) – luksemburski literaturoznawca i historyk literatury niemieckiej.
Po ukończeniu studiów oraz zaliczeniu służby wojskowej, Kohnen rozpoczął pracę jako nauczyciel w szkole średniej (Athénée de Luxembourg). Od 1972 r. pracował w szkole wyższej (Centre Universitaire de Luxembourg), specjalizując się w nowej literaturze niemieckiej. Jest również (od 1990 r.) profesorem wizytującym w Bałtyckim Uniwersytecie Federalnym im. Immanuela Kanta w Królewcu, gdzie prowadzi wykłady dotyczące literatury niemieckiej i literatury francuskiej. W latach 2003–2008 pracował na Uniwersytecie Luksemburskim.
Od 1980 r. należy do redakcji luksemburskiego czasopisma kulturalnego nos cahiers, gdzie publikuje artykuły i rozprawy poświęcone tematyce literackiej. W swej pracy naukowej prowadzi badania nad historią literatury niemieckiej, wiele uwagi poświęcając Königsbergowi, jako ośrodkowi kulturalnemu dawnych Niemiec. Jego zainteresowania naukowe obejmują również rodzimą luksemburską tradycję literacką w języku niemieckim. Wydaje ponadto opracowania krytyczne materiałów źródłowych.
W 1995 r. został wyróżniony nagrodą literacką fundacji Servais za opracowanie naukowe Königsberg – Beiträge zu einem besonderen Kapitel der deutschen Geistesgeschichte des 18. Jahrhunderts.